# コケモモ
コケモモ（苔桃、学名: Vaccinium vitis-idaea）は、ツツジ科スノキ属の常緑小低木。果実を食用とするが、栽培されることは稀で、野生のものを採取するのが一般的である。

## 分布・生育地
自然での生育地はユーラシアの北部や北アメリカの周北林（北半球の寒帯の森林）で、北半球北部の温帯から北極圏に近い地域まで分布する。日本では、北海道、本州、四国、九州に分布する。亜高山から高山のハイマツなどの針葉樹林下、岩礫地などに自生する。森林に生育するため、日陰で湿度が高く、また土壌が酸性の場所を好む。多くのツツジ科の植物と同様、栄養分の少ない土地でも耐えられるが、アルカリ性の土壌では生育できない。耐寒性にすぐれ、-40℃以下でも耐えることができる一方、夏が暑い場所では生育しにくい。

## 特徴

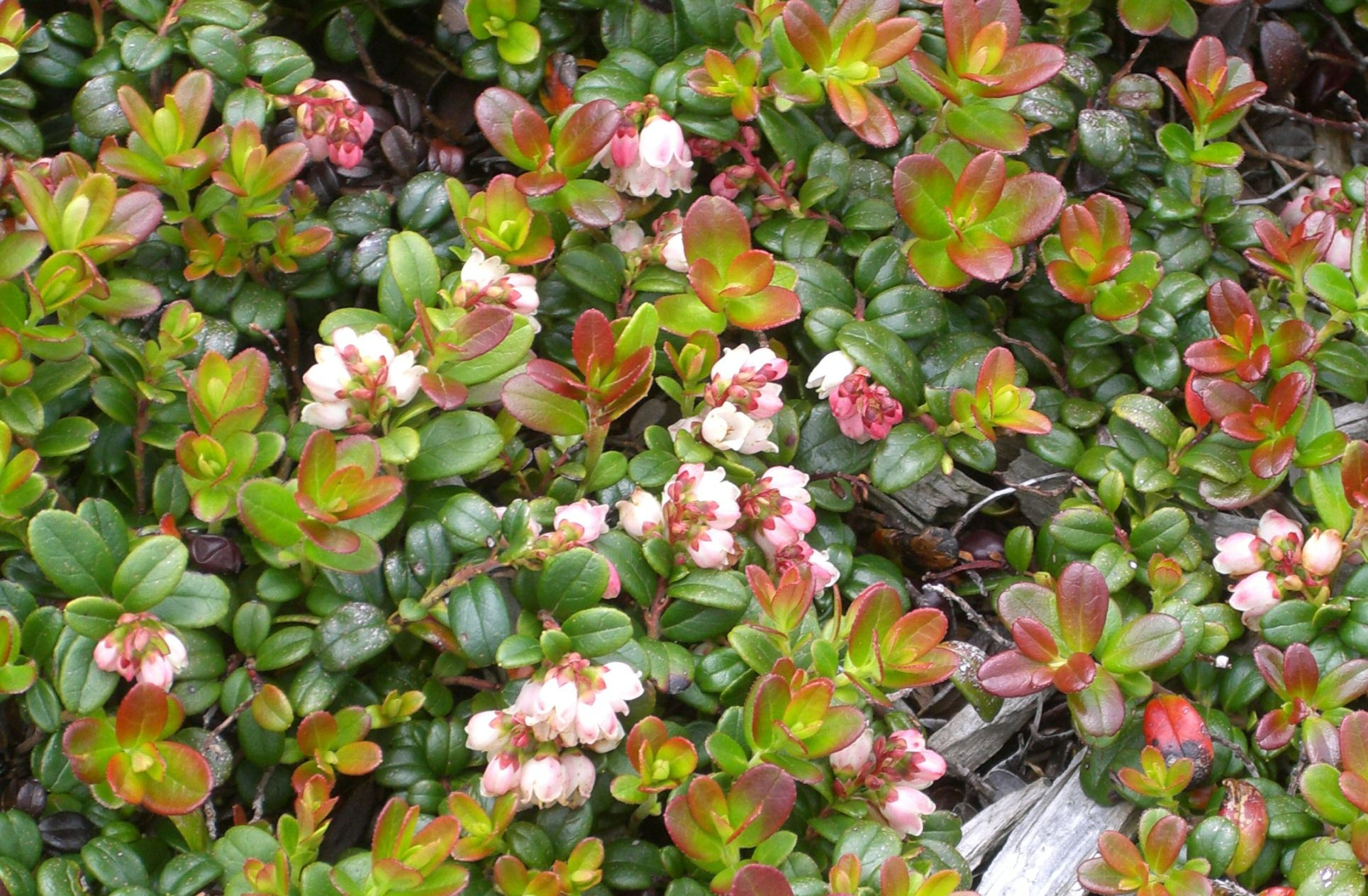
花 大雪山 2006年7月

常緑広葉樹の小低木で、樹高は10 - 20センチメートル (cm) 程度で、茎の下部は地面を這い、よく分枝して直立した幹はぎっしりと密集している。
葉は互生し、葉身は長さ1 - 3 cmの長楕円形から倒卵形で、皮質で光沢があり、裏面は淡緑色。寒冷地に生育する広葉樹ではあるが、冬でも葉を落とさない。地中の根茎を伸ばすことで株が拡大する。
花期は初夏（6 - 7月ごろ）。枝の先に総状花序をつくり、淡紅色を帯びた白色の花をつける。花冠は、長さ約6ミリメートル (mm) の釣鐘型で、浅く4裂して反り返る。果期は8 - 10月で、果実は直径7 mmほどの球形果で、秋に赤く熟す。
コケモモとクランベリー（ツルコケモモ）はよく混同されるが、花が白く、花冠が部分的におしべと柱頭を囲っている点で異なる（クランベリーの花はピンク色で、花冠が後ろに反り返っている）。また、果実も球状で、クランベリーほど洋ナシ型にはならない。コケモモと同じように果樹として利用されるスノキ属の植物としては、他にブルーベリー、ビルベリー、ハックルベリーなどがある。コケモモは英語ではリンゴンベリー、フィンランドではプオルッカと呼ばれている。

## 亜種
コケモモは以下の2亜種が知られている。
- Vaccinium vitis-idaea var. vitis-idaea L. ：英名はCowberry（カウベリー）。ユーラシアに生育。葉の長さは10 - 25ミリメートル。
- Vaccinium vitis-idaea var. minus Lodd. ：英名はLingonberry（リンゴンベリー）。北アメリカに生育。葉の長さは7 - 20ミリメートル。

### 四倍体コケモモ
染色体の倍数性では、多くのコケモモは二倍体だが、北海道とサハリン、極東ロシアに四倍体のコケモモが、二倍体と別の場所に生育している。サイズが大きく、自家和合性が高く、比較的温暖でも育つ。

## 利用
赤く熟した果実は生食できるほか、ジャムや果実酒などにする。フレップとよばれる。フレップはアイヌ語が語源で、樺太アイヌはエノノカ（樺太アイヌ語: enonoka）と呼ぶ。野生のコケモモは北欧で一般的に見られ、とくにスカンディナヴィア諸国では公有地から収穫することが許可されている。果実は甘みとほどよい酸味があり、砂糖などを加えて煮詰めて、ジャムやコンポート（砂糖煮）、ジュース、シロップ、ゼリー、アイスクリームの材料などに加工する。長期保存するときは、砂糖漬けが向いている。コケモモのコンポートは肉料理の添え物とすることがある。
コケモモは有機酸、ビタミンC、βカロテン、ビタミンB類の他、カリウム、カルシウム、マグネシウム、リンを含む。
葉には、色素沈着に対する予防効果や、紫外線が原因となるしみ・そばかすの症状の改善に効くアルブチン、メチルアルブチンなどの化学物質を含み、日本や北アメリカにおいてはウワウルシ（日本には自生しない）の代用として薬草として利用される。